# Dafydd Williams
Dafydd Williams (Saskatoon, 16 maggio 1954) è un ex astronauta e medico canadese.